# Eunoumeana
Eunoumeana is een geslacht van vlinders van de familie spanners (Geometridae), uit de onderfamilie Ennominae.

## Soorten
- E. dejectaria Walker, 1860
- E. fletcheri Viette, 1950
- E. pannularia Guenée, 1868